# Good News International Ministries
La iglesia Good News International Ministries (en español: Ministerios Internacionales Buenas Noticias), es un nuevo movimiento religioso ubicado en la nación de Kenia. Good News International Ministries, es un movimiento religioso de inspiración cristiana evangélica que ha sido calificado por algunos medios de comunicación como una secta. La iglesia Good News International Ministries fue establecida por el pastor Paul Mackenzie Nthenge, el 17 de agosto de 2003. El pastor Makenzie está casado con Joyce Mwikamba y conducía un taxi antes de convertirse en pastor, en 2022 trasladó su iglesia a Shakahola. Los miembros de la iglesia son seguidores de las enseñanzas religiosas del pastor William Marrion Branham.

## Preceptos religiosos
La secta considera que la asistencia sanitaria, la educación y el deporte, son "enfermedades de la vida occidental". El pastor Paul Mackenzie Nthenge afirma que la educación no está reconocida en la santa Biblia, y por lo tanto, aboga por la no escolarización de los niños. Makenzie Nthenge afirma ser seguidor del "mensaje de los últimos tiempos" del pastor William Marrion Branham.
Se ha descrito que las enseñanzas de Mackenzie ponen un profundo énfasis en las advertencias del fin del mundo y son antioccidentales. Mackenzie criticó los "males de la vida occidental", que incluyen servicios médicos, educación, comida, deportes, música y "la inutilidad de la vida". En una canción titulada "El Anticristo", denuncia a la Iglesia Católica, los Estados Unidos y las Naciones Unidas como herramientas de Satanás.

## Suicidio colectivo
En abril de 2023, se descubrieron 429 cuerpos en un bosque cerca de Shakahola, un pueblo ubicado cerca de la ciudad costera de Malindi, en el condado de Kilifi, las víctimas se habían muerto de hambre para "encontrarse con Jesús", por indicación de su pastor Makenzie Nthenge, que posteriormente se entregó a la policía keniata. Presuntamente, el pastor Makenzie decidió matar de hambre primero a los niños, luego a las mujeres y finalmente a los hombres de su iglesia, antes de que llegara el Apocalipsis.